# إبراهيم خليل مازجي أوغلي
إبراهيم خليل مازجي أوغلي (بالتركية: İbrahim Halil Mazıcıoğlu)‏, (ولد: 4 نوفمبر 1960, في غازي عينتاب، تركيا) سياسي تركي. ونائب سابق في البرلمان التركي لأكثر من دورة ممثلا عن حزب العدالة والتنمية.